# Le Fief-Sauvin

Le Fief-Sauvin este o comună în departamentul Maine-et-Loire, Franța. În 2009 avea o populație de 1,642 de locuitori.